# Josafá II de Constantinopla
Josafá II de Constantinopla, dito o Magnífico (em grego: Ιωάσαφ Β΄ ο Μεγαλοπρεπής; m. depois de 1565), também chamado de Joasafá, foi patriarca ecumênico de Constantinopla entre 1556 e 1565.

## História
Josafá nasceu na Trácia, estudou em Janina e depois em Náuplia, onde aprendeu árabe, persa e turco. Em 1535, foi consagrado bispo de Adrianópolis pelo patriarca Jeremias I.
Depois da morte do patriarca Dionísio II, Josafá foi eleito em julho ou agosto de 1556 (ou agosto de 1555 segundo alguns estudiosos). Num de seus primeiros atos, Josafá conseguiu reduzir o valor da "taxa de nomeação" (peshtesh) paga ao sultão otomano de 3 000 para 1 000 écus (peças de ouro).
Josafá promoveu a educação entre o seu clero, reformou a administração dos ativos da igreja e melhorou as finanças reduzindo pela metade as dívidas do Patriarcado. Ele também começou uma grande expansão do palácio patriarcal. Por causa de todas estas conquistas, Josafá recebeu o epíteto de "o Magnífico" em grego: ὁ Μεγαλοπρεπής). Em 1556, ele inaugurou em Istambul a Escola Patriarcal, a precursora da Grande Escola da Nação.
Josafá também demostrou interesse na Reforma Protestante, em particular no luteranismo, e, em 1558, enviou a Wittenberg o diácono sérvio Demetrios Mysos (Dimitrije Ljubavić) para buscar informações. Em 1559, o teólogo luterano Melâncton enviou-lhe uma carta juntamente com uma tradução para o grego da Confissão de Augsburgo, mas sem nenhum resultado. Alguns estudiosos sugerem que a carta nem sequer teria chegado a Istambul.
Suas caras obras, sua atitude arrogante em relação ao clero e sua administração independente das finanças lhe valeram muitos adversários na comunidade grega. A causa final de sua deposição estava relacionada a um pedido, em 1557, de Ivã, o Terrível, da Rússia, que queria o seu título de czar formalmente confirmado. Ao invés de convocar um sínodo para deliberar sobre o tema, Josafá enviou para a Rússia um documento sinodal falsificado para que a recompensa ficasse toda para si. Sua tramoia foi descoberta e Josafá foi deposto por um sínodo de sessenta bispos em 15 de janeiro de 1565 e exilado para Monte Atos.
Algum tempo depois, Josafá recebeu permissão do Santo Sínodo para ser reinstalado na Diocese de Adrianópolis, onde ele permaneceu até a morte.